# 白山学会
白山学会（はくさんがっかい、朝鮮語：백산학회）は、韓国の北方関係史研究と出版のため1966年設立された韓国の民間学術団体である。朝鮮民族を中心に、朝鮮半島から満州にわたる地域で繰り広げられた歴史を研究する。刊行物として『白山学報（백산학보）』があり、2000年以後、年3回発行している。また出版社として白山資料院（백산자료원）を運営している。

## 沿革
1966年4月27日、ソウルで創立。会長は金庠基（김상기）ソウル大教授。
1966年12月、会報として「白山学報」を創刊。
1996年、創立30周年を記念して「韓民族の成長と領域」をテーマにしたシンポジウムを開催し、「韓民族の大陸関係史」を出版。
1997年11月29日、白山学会と社団法人海外韓民族研究所はソウルで「韓民族の北方領土意識と間島領有権問題」をテーマとした学術シンポジウムを開催し、後にシンポジムの内容をまとめた『韓国の北方領土』を出版。
2004年6月、白山学会が母体となり、40名余りの学者で構成された「間島学会」を創立。また別に社団法人「間島取り戻し運動本部」を設立。
2004年7月24日、間島学会は傘下組織として「間島奪還国民運動推進委員会」を設立。
2005年8月10日、間島学会は専門学術誌「間島学報」を創刊。

## 創立の主旨
「アジア大陸の東方、つまり韓半島から黒龍江流域と内モンゴルを経て渤海湾に至る地域一帯が4、5000年の間、わが民族の主な生活の場だったことは言うまでもない。しかし、半島で生活するようになって以降、特に近代朝鮮になって半島以外の古土が忘却されたことは痛嘆すべきことだ。そこで、わが民族を中心としてこの地域でおきたことを究明する目的で、当学会は設立された。旧韓末、20年間、韓・清両国の間で未解決となった国境問題、つまり、白頭山定界碑による国境画定問題は、現在と無関係というわけではなく、誰もが否認できないことだ。民族の将来のために、やらなければならないことだと確信する。」
（白山学会ホームページより）